# شنقنيرة اليابسة
شنقنيرة اليابسة هي قرية تقع في الربع الجنوبي الغربي من بلدية مرسية.